# Johann Matthias Naumann
Pour les articles homonymes, voir Johann Matthias.
Johann Matthias Naumann (mort en 1727) est un facteur d'orgue à Hildesheim et ancien élève d'Arp Schnitger.
Originaire de Francfort-sur-le-Main, Naumann est compagnon en apprentissage au moins quatre ans  auprès de Schnitger. De 1700 à 1702, il est maître-compagnon durant la construction de l'orgue de Schnitger à Clausthal-Zellerfeld, réalisation qu'il considère comme sa propre œuvre. À partir de 1705 il est organiste à l'église Sainte-Anne de Hildesheim. À sa mort, son fils Franz Wilhelm poursuit la profession de son père et construit un orgue à Kolenfeld.

## Réalisations
| Année   | Lieu        | Église                                | Image | Manuel | Registre | Remarques                                                             |
| ------- | ----------- | ------------------------------------- | ----- | ------ | -------- | --------------------------------------------------------------------- |
| 1703-06 | Hildesheim  | Cathédrale Sainte-Marie de Hildesheim |       | III/P  | 41       | Reconstruction.                                                       |
| 1708-09 | Groß Förste | St. Pankratius                        |       |        |          | Création; quelques registres manuels sont conservés.                  |
| 1714-16 | Clausthal   | Marktkirche                           |       |        |          | Réparations ; seul le buffet est conservé.                            |
| 1712-17 | Hildesheim  | St. Lamberti                          |       | III/P  | 47       | Création; N'a pas été conservé.                                       |
| 1718    | Corvey      | Klosterkirche                         |       | II/P   | 32       | Agrandissement d'un dos positif, retiré au plus tard en 1830 → Corvey |
| 1725-26 | Goslar      | Neuwerkkirche Goslar                  |       | I/P    | 14       | Création                                                              |

## Source
- Gustav Fock (de) : Arp Schnitger und seine Schule. Ein Beitrag zur Geschichte des Orgelbaues im Nord- und Ostseeküstengebiet. Bärenreiter, Kassel 1974,  (ISBN 3-7618-0261-7), S. 126-127.